# Vienna International Centre
Das Vienna International Centre (VIC, deutsch Internationales Zentrum Wien, oft synonym als UNO-City bezeichnet) ist ein Amtssitzzentrum für internationale Organisationen im 22. Wiener Gemeindebezirk, Donaustadt. Es wurde 1973–1979 von der Republik Österreich und der Stadt Wien nach den Plänen des österreichischen Architekten Johann Staber errichtet. Österreich hatte den Vereinten Nationen (UNO) 1967 ein solches Internationales Zentrum angeboten.
Das VIC ist Sitz des United Nations Office at Vienna (UNOV) und anderer internationaler Organisationen. Es wird den Vereinten Nationen zu einem symbolischen Pachtzins von 7 Eurocent (bis 2001: 1 Schilling) pro Jahr für 99 Jahre vermietet, was inflationsbereinigt etwa 13 Eurocent entspräche. Die Betriebskosten werden von den einzelnen Organisationen selbst getragen. Die Einrichtungen der Organisationen im VIC sind extraterritorial.
Als weiterer Gebäudekomplex der UNO-City wurde zwischen 1983 und 1987 neben dem Internationalen Zentrum VIC das bereits von Beginn an mitgeplante Austria Center Vienna errichtet. Es ist Österreichs größtes Kongresszentrum, in dem Veranstaltungen aller Art durchgeführt werden können. Um den seit September 1982 mit der U-Bahn-Linie U1 erreichbaren Komplex entstand zwischen Alter Donau und Neuer Donau bis zum Jahr 2000 ein neuer Stadtteil namens Donau City.

## Architektur

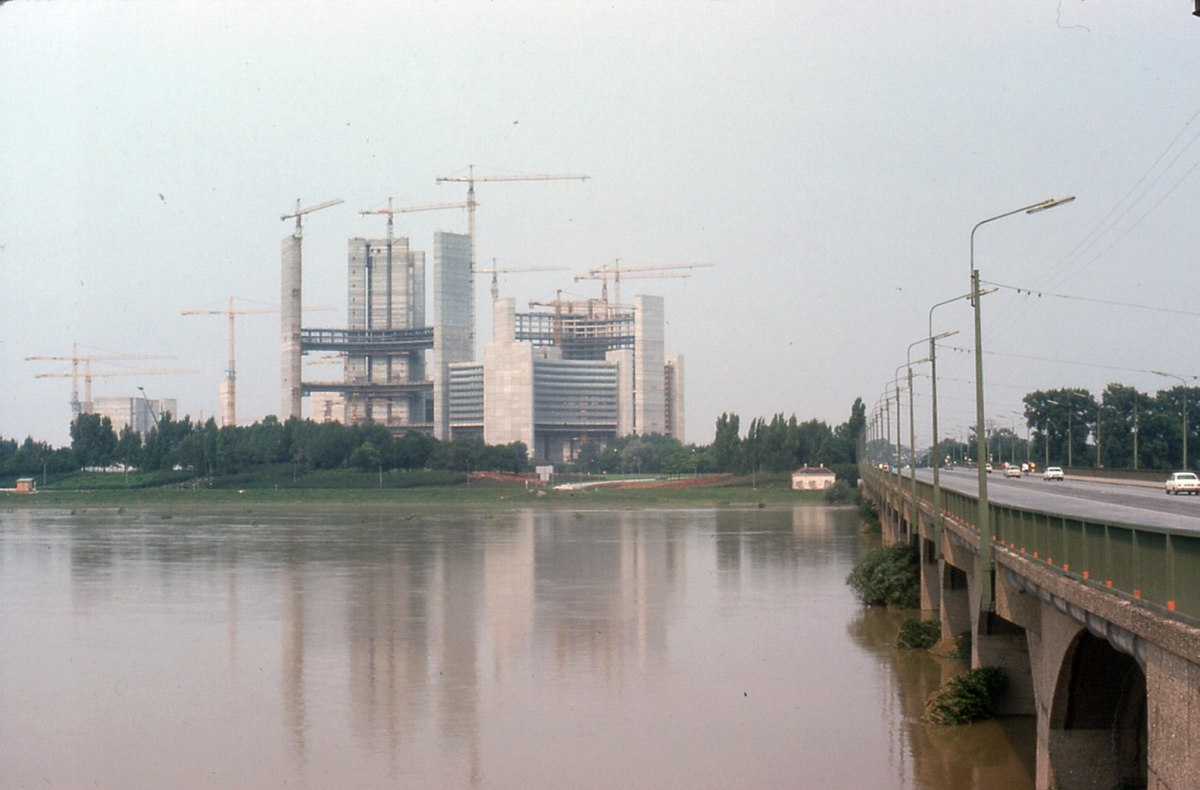
Das im Bau befindliche Vienna International Centre, 1975

Dem Bau des Internationalen Zentrums war ein Wettbewerb vorausgegangen, den 1969 der argentinische Architekt César Pelli für sich entschied. Der zweite und der dritte Preis gingen nach England und Deutschland, der Österreicher Johann Staber war Viertgereihter. Nach Überarbeitung der bestgereihten vier Projekte im Auftrag der internationalen Jury unter Vorsitz von Roland Rainer entschied sich die Bundesregierung Kreisky I, eine SPÖ-Minderheitsregierung, im Dezember 1970 für die Ausführung des Staber-Projekts, was heftige Proteste der ÖVP-Opposition und einen Untersuchungsausschuss des Nationalrats auslöste, an der Entscheidung aber nichts änderte.
Die Anlage ist auf einer Grundfläche von 17 Hektar errichtet (die Grundstücke wurden von der Stadt Wien beigestellt) und besteht aus sechs Bürotürmen mit der markanten Grundrissform eines Ypsilons, die in Paaren um ein zentrales, rundes Konferenzgebäude angeordnet sind. Dem Grundriss der Anlage liegt eine imaginäre Wabenstruktur (Sechsecke) zugrunde, in denen die Gebäude so angeordnet sind, dass sie sich so gering wie möglich gegenseitig beschatten. Staber hatte ursprünglich auch über sechs Türme hinausgehende Planungsvarianten erarbeitet, die das Sechseckmuster fortgeführt hätten.
Die gesamte Geschoßfläche beträgt ca. 230.000 Quadratmeter, wobei der höchste Turm („A“) 28 Etagen und eine Höhe von 120 Meter aufweist. Die Gebäude sind mit Kunstwerken österreichischer Künstler ausgestattet; auf der Plaza steht die Skulptur Polis von Joannis Avramidis.

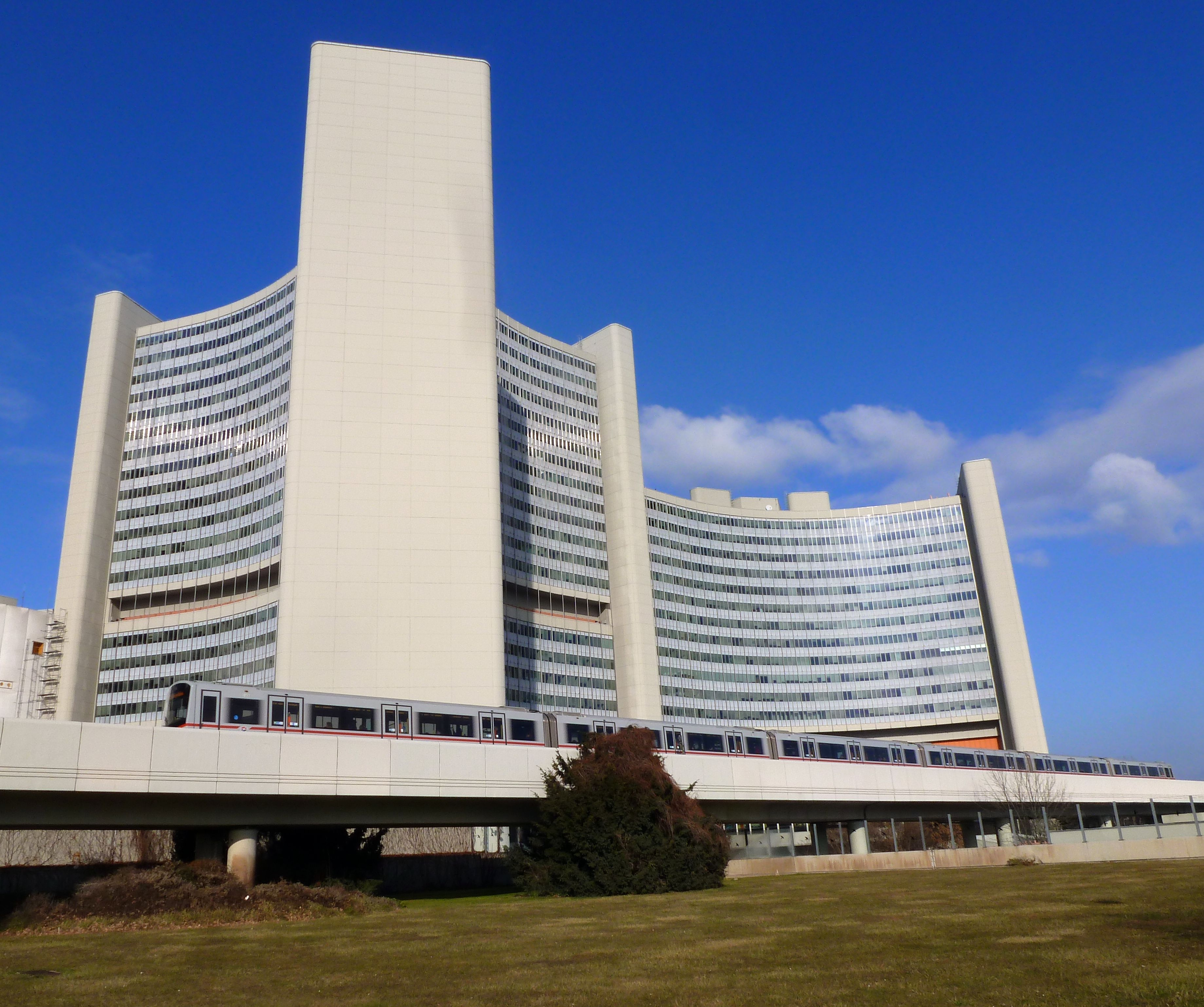
Vienna International Centre aus der Sicht von Südosten.

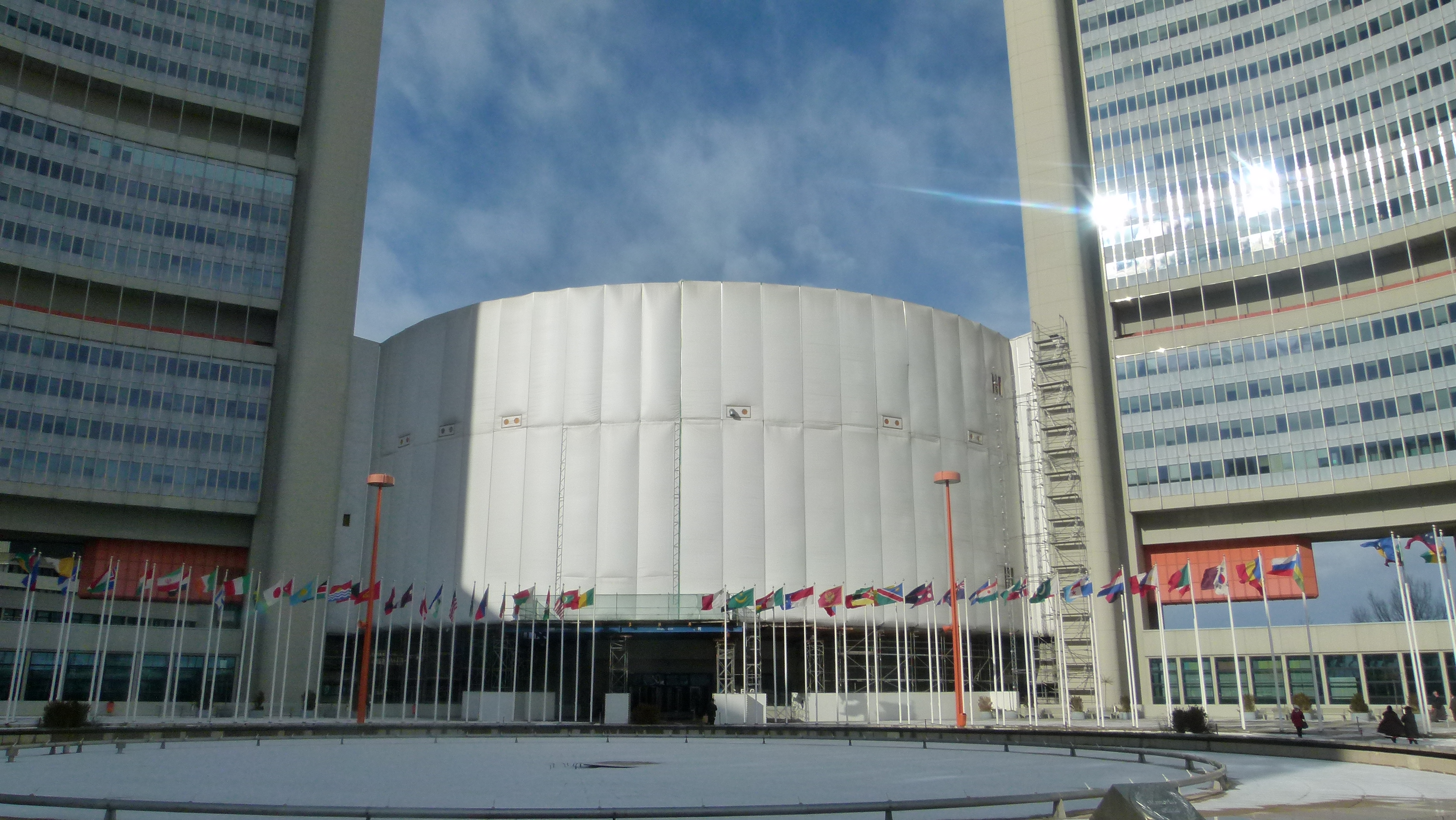
Konferenzgebäude C, das zentral alle Bürotürme des Internationalen Zentrums verbindet. Hier verhüllt wegen Asbestentfernungsarbeiten.

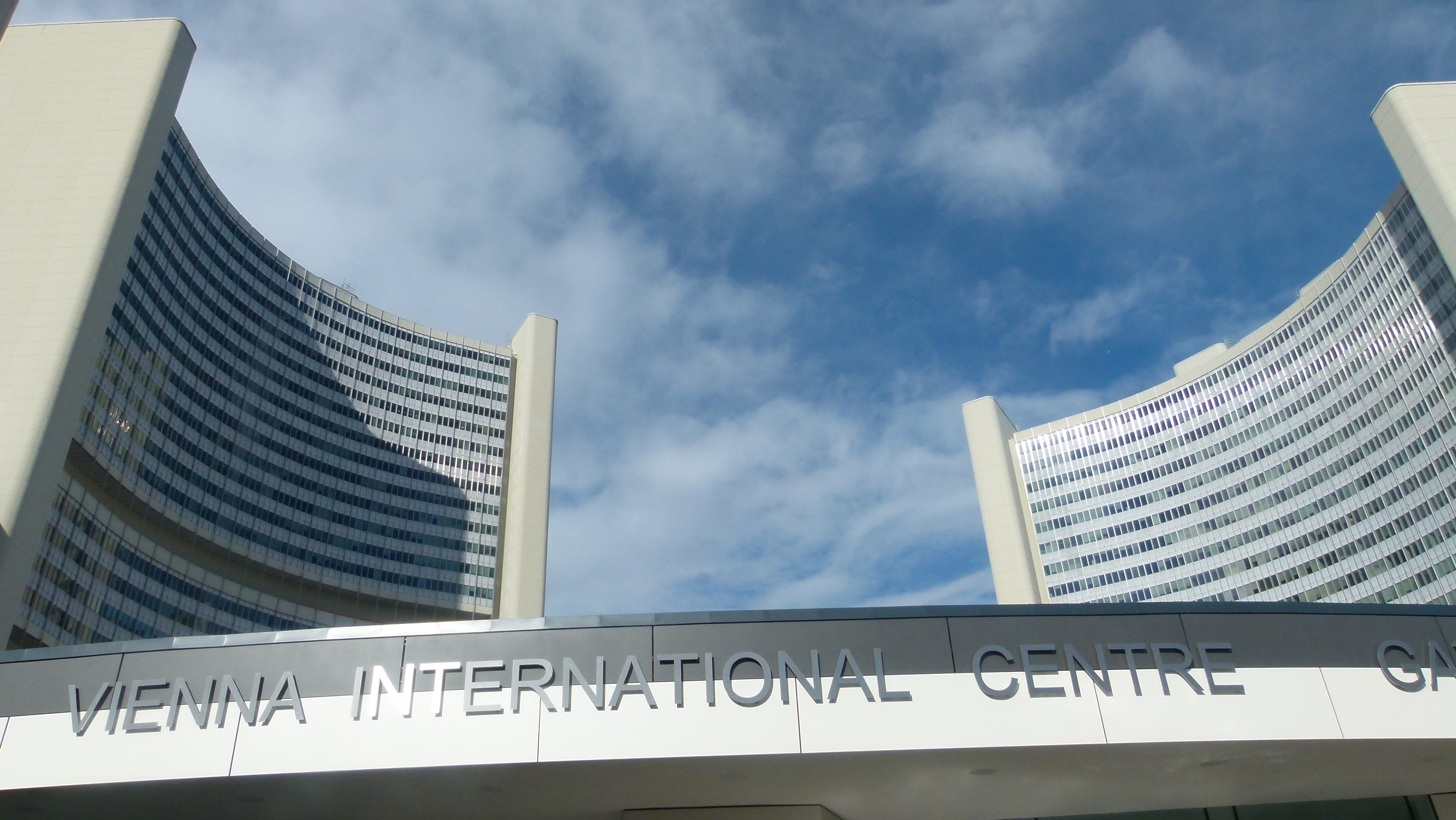
Haupteingang

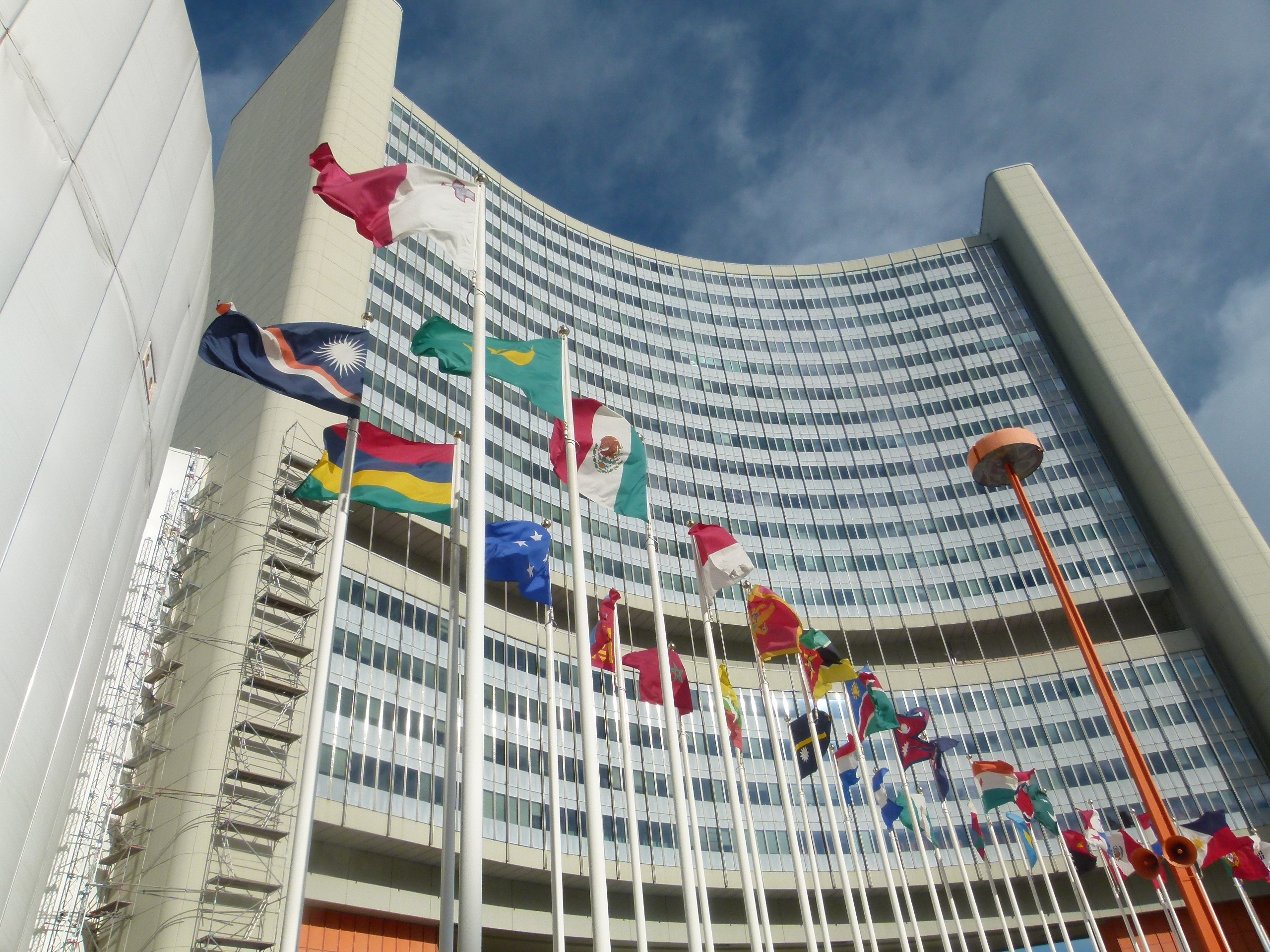
Frontansicht eines Büroturms

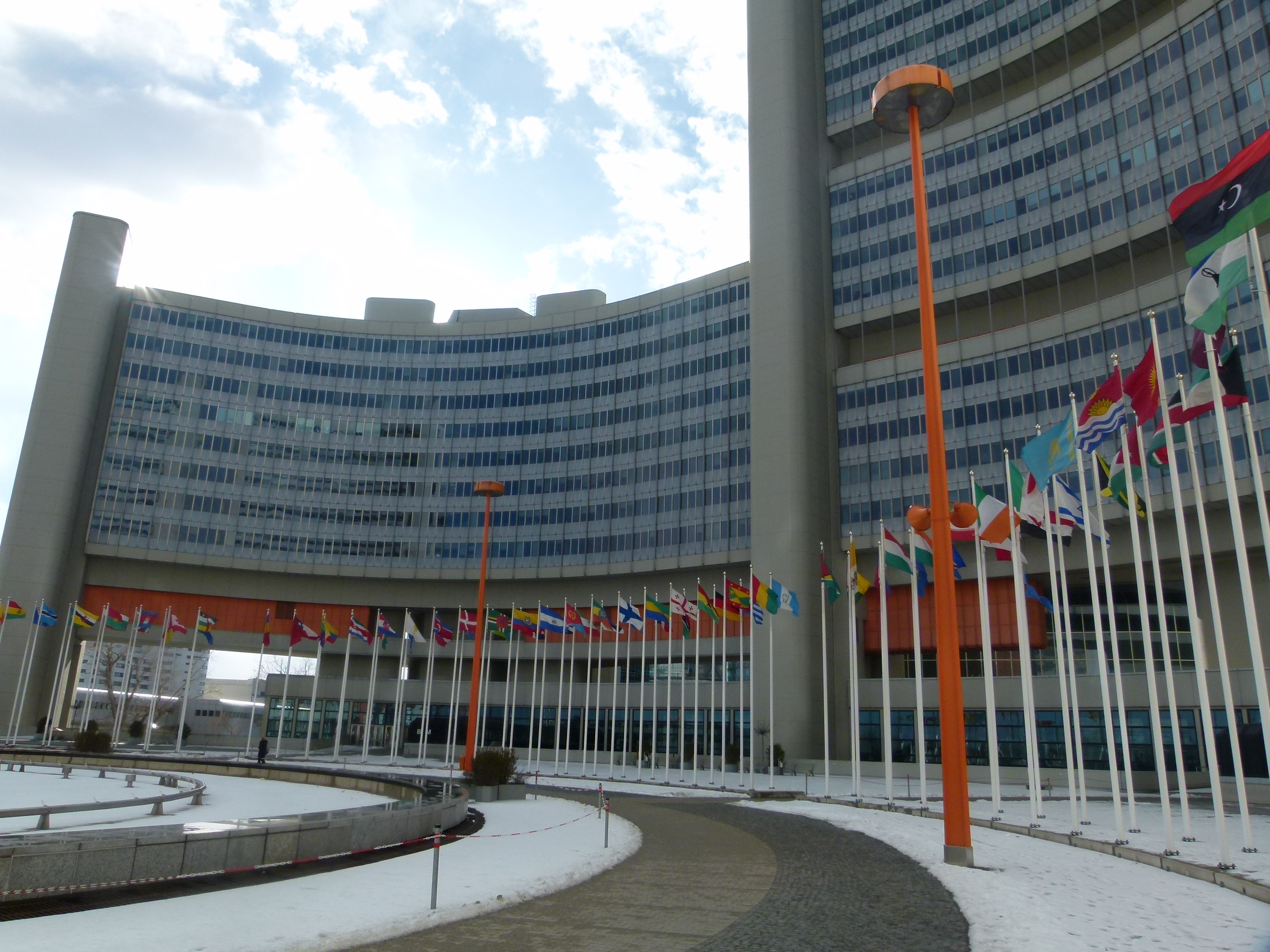
Bürotürme der IAEO

## Asbestsanierung
Ab 2004 wurde das VIC saniert, um den beim Bau verwendeten Asbest zu entsorgen. Dabei wurden in der ersten Phase, 2004–2007, die Bürogebäude A, B, D und E, sowie in der zweiten Phase, 2007–2010, die Gebäude F und G saniert. Abschließend wurde 2009–2013 das Gebäude C (der zentrale Rundbau mit den Konferenzsälen) von Asbest bereinigt. Voraussetzung hierfür war die Errichtung eines neuen VIC-Konferenzgebäudes (Gebäude M), das 2009 nach Plänen des österreichischen Architekten Albert Wimmer fertiggestellt wurde. Das im Inneren variabel unterteilbare neue Gebäude diente während der Sanierung als Ersatz für den bestehenden Konferenztrakt und erweitert nunmehr dessen Kapazitäten.

## Organisationen im VIC
Als die Bundesregierung Klaus II, eine ÖVP-Alleinregierung, 1967 den Vereinten Nationen die Errichtung des Amtssitzzentrums anbot, befanden sich die IAEO (seit 1957) und die UNIDO (seit 1967) bereits in Wien. Sie residierten in adaptierten bzw. provisorischen Gebäuden in der Ringstraßenzone im Stadtzentrum. Heute sind im VIC etwa 5000 Mitarbeiter beschäftigt, die unter anderem für die folgenden Organisationen arbeiten.

### Büro der Vereinten Nationen in Wien
Das Vienna International Centre ist mit dem United Nations Office at Vienna (UNOV) neben New York (UNHQ), Genf (UNOG) und Nairobi (UNON) einer von vier offiziellen Amtssitzen der Vereinten Nationen. Das UNOV wurde am 1. Jänner 1980 als dritter Standort des UN-Sekretariats in Betrieb genommen und wird seit Februar 2020 von der Ägypterin Ghada Waly geleitet.

### Vereinte Nationen
- UNODC – Büro der Vereinten Nationen für Drogenkontrolle und Verbrechensverhütung
- UNIDO – Organisation der Vereinten Nationen für industrielle Entwicklung; seit 1967 in Wien
- UNOOSA – Büro der Vereinten Nationen für Weltraumfragen
- UNCITRAL – Kommission der Vereinten Nationen für internationales Handelsrecht
- UNODA – Büro der Vereinten Nationen für Abrüstungsfragen
- UNHCR – Flüchtlingskommissariat der Vereinten Nationen mit Büros in Wien und Berlin und Hauptsitz in Genf

### Weitere Organisationen
- Internationale Atomenergie-Organisation, seit 1957 in Wien
- Organisation des Vertrags über das umfassende Verbot von Nuklearversuchen – Vorbereitungskommission für die Organisation des Vertrags über das umfassende Verbot von Nuklearversuchen
- Internationale Kommission zum Schutz der Donau – Kommission für den Schutz der Donau

### Postamt
Das VIC hat die Adresse 22., Wagramer Straße 5 und gehört geografisch zum 22. Wiener Bezirk. Das Postamt im VIC hat allerdings die eigene Postleitzahl 1400 Wien.

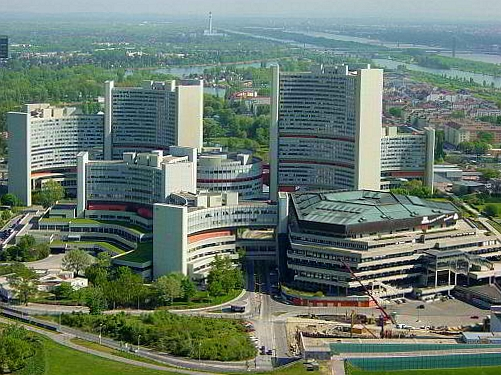
Luftaufnahme des Gebäudekomplexes der UNO-City mit dem Vienna International Centre und seinem Nachbargebäude Austria Center Vienna (rechts im Vordergrund).

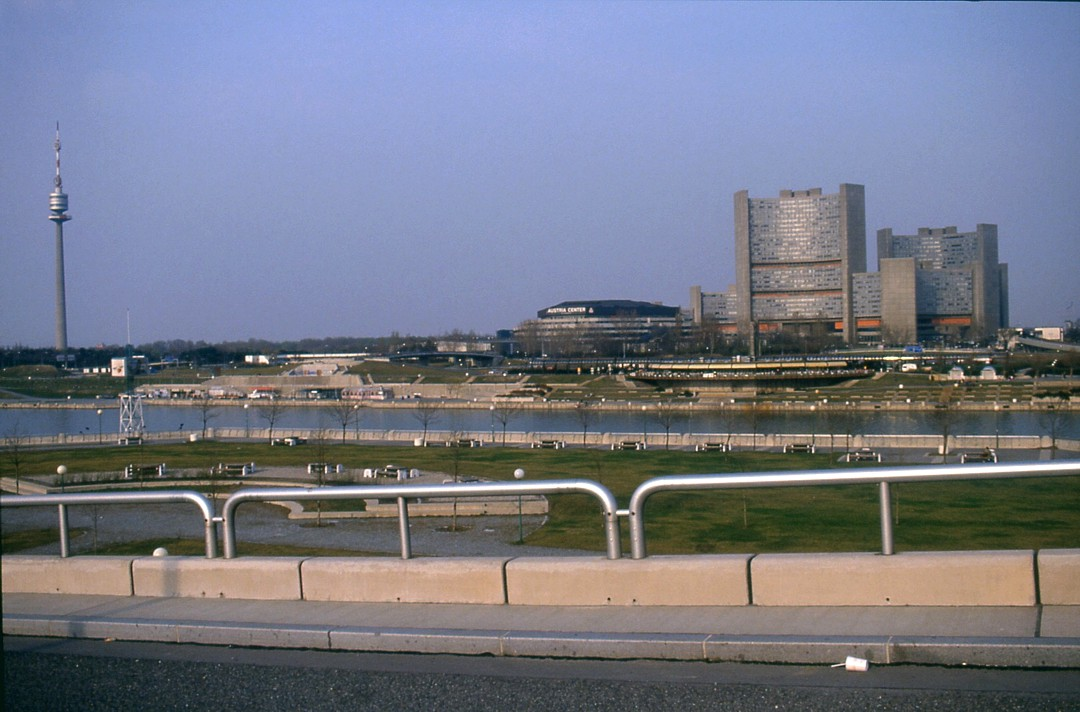
Gebäudekomplex der UNO-City mit dem Vienna International Centre (ganz rechts) und Austria Center Vienna (links daneben); Donauturm (ganz links) mit angrenzendem Donaupark im März 1990 (noch ohne Verbauung Donau City; aufgenommen von Reichsbrücke/Donauinsel).

### Sicherheit
Der Wach- und Sicherheitsdienst (Security and Safety Service [SSS]) ist auf dem exterritorialen Gelände für die Sicherheit, den Objektschutz und das Hausrecht zuständig. Rechtlich ist er mit einer Art Polizei gleichzusetzen, da Hoheitsaufgaben ausgeübt und hoheitliche Rechte vollzogen werden.

## UNO-City
Zum Gesamtkomplex der UNO-City gehört neben den Gebäuden des Vienna International Centre (VIC) auch das später errichtete Austria Center Vienna (siehe unten), das nicht zu den Einrichtungen der im VIC beheimateten Organisationen gehört, von diesen aber bei Bedarf (für große Konferenzen) genutzt wird.

### Verwaltung
Republik Österreich und Stadt Wien haben Finanzierung, Bauführung, Instandhaltung und Verwaltung der UNO-City mit dem VIC und dem ACV durch Bundesgesetz in die Internationales Amtssitz- und Konferenzzentrum Wien, Aktiengesellschaft (IAKW-AG) ausgelagert. Die Republik hält 65 %, die Stadt Wien 35 % des Grundkapitals dieser Aktiengesellschaft.

### Wirtschaftliche Bedeutung für Wien
Für Wien hat sich die UNO-City zu einem großen Wirtschaftsfaktor entwickelt. Neben den dauernd hier lebenden Angestellten der Organisationen ist durch Sitzungen und Konferenzen ein beachtlicher Tourismuseffekt entstanden. Während um 2005 annähernd 1000 kleinere und größere Konferenzen in der UNO-City abgehalten wurden, waren es 2010 etwa 2000. Für 2015 wurden etwa 3000 Sitzungen prognostiziert. (Die Kongresse im Austria Center Vienna, siehe unten, sind in diesen Zahlen nicht enthalten. Wien zählt weltweit zu den Städten mit den meisten internationalen Tagungen.)

### Commissary
Einen gewissen Bekanntheitsgrad genießt das in der UNO-City befindliche Geschäft, genannt Commissary, das nur für Angestellte internationaler Organisationen und diplomatischer Vertretungen in Wien (und z. T. deren Angehörige) zugänglich ist und dessen Angebot sich an die internationale Klientel richtet. Geführt wird es auf Non-Profit-Basis von der IAEO, deren Mitarbeiterstab in etwa die Hälfte der gesamten UNO-City ausmacht. Kontrovers ist intern immer wieder der günstige, da von österreichischen Steuern befreite Verkauf von Spirituosen und Tabakwaren. Für diese Waren besteht für jeden Berechtigten je nach Dienstrang eine bestimmte Quote pro Quartal. Ferner besteht in der Parfümerie ein Angebot an im Vergleich zur „Außenwelt“ in Wien erheblich billigeren Markenprodukten. Für österreichische Staatsangehörige, die im Dienst einer im VIC angesiedelten Organisation stehen, bestehen aufgrund von Abkommen zwischen der UNO und der Republik Österreich wesentlich restriktivere Bestimmungen bezüglich des Erwerbs besagter steuerfreier Waren.
Das Commissary kann von Besuchern (Konferenzteilnehmern, privaten Besuchern von Angestellten usw.) nicht betreten werden. Zur Herkunft des Begriffes: Commissary bezeichnet vor allem in den US-Streitkräften ähnliche Geschäfte, in denen im Ausland stationierte Soldaten „vertraute“ Produkte erwerben können, die am Stationierungsort nicht verfügbar sind.

### Austria Center Vienna als Nachbar des VIC
1983–1987 wurde auf dem dafür schon zu Beginn der Planungen frei gehaltenen Baugrund zwischen Donaupark und unmittelbar angrenzendem VIC das Kongresszentrum Austria Center Vienna (ACV) errichtet. Ursprünglich wurde von der Bundesregierung und der Stadt Wien als Name Österreichisches Konferenzzentrum (österreichisch im Gegensatz zu den internationalen Konferenzräumen des VIC) geplant, aus Marketingerwägungen wurde es jedoch als Austria Center Vienna eröffnet.
Das Austria Center Vienna beruht ebenfalls auf Plänen von Johann Staber, hat aber nicht die Y-Struktur des Gebäudekomplexes des VIC. Es ist Österreichs größtes Kongresszentrum und bietet Platz für bis zu 20.000 Konferenzteilnehmer. Auch von den Nutzern des Vienna International Centre wird es gelegentlich für Tagungen gemietet, wenn dafür in den VIC-eigenen Sälen zu wenig Platz ist. Dazu besteht eine interne Verbindung zum VIC, wobei Übergangsbereiche von UN-Sicherheitspersonal kontrolliert werden.

## Verkehrsanbindung
Mit dem öffentlichen Nahverkehrsnetz der Stadt Wien ist die Anlage vor allem durch die am 3. September 1982 eröffnete Station Kaisermühlen – Vienna International Centre der an diesem Tag bis Kagran verlängerten Linie U1 verbunden. Dazu kommen vier Autobuslinien als Verbindung mit benachbarten Wohnvierteln. Im Autobahnnetz ist das VIC über die Anschlussstellen Reichsbrücke und VIC der Donauuferautobahn A22 erreichbar. Vom Stadtzentrum aus führt die Zufahrt über den 2. Bezirk mit Praterstraße, Praterstern, Lassallestraße und Reichsbrücke über die Donau praktisch schnurgerade zur Wagramer Straße.

## Sanierungsbedarf
Das VIC bedarf einer Sanierung. Österreich konnte sich bis heute (Stand 14. Juli 2025) nicht mit den vier großen in Wien ansässigen UNO-Organisationen (IAEO, UNOV, UNIDO, CTBTO) einigen, wie die voraussichtlichen rund 330 Millionen Euro Sanierungskosten aufgeteilt werden.

## Führungen
Der Besucherdienst der Vereinten Nationen in Wien bietet Montag bis Freitag Führungen durch das Vienna International Centre an.